# Euphylidorea osceola
Euphylidorea osceola är en tvåvingeart som först beskrevs av Alexander 1927.  Euphylidorea osceola ingår i släktet Euphylidorea och familjen småharkrankar. Inga underarter finns listade i Catalogue of Life.